# Prugasta hijena
Prugasta hijena (lat. Hyaena hyaena) - sisavac iz reda zvijeri i porodice Hyaenidae.
Ova vrsta je na nižem stupnju opasnosti od izumiranja i smatra se skoro ugroženim taksonom.
Područje rasprostiranja prugaste hijene obuhvaća veći broj država u Africi i Aziji. Vrsta ima stanište u: Turskoj, Tanzaniji, Butanu, Nepalu, Iranu, Iraku, Saudijskoj Arabiji, Egiptu, Libiji, Alžiru, Maroku, Mauretaniji, Maliju, Nigeru, Nigeriji, Kamerunu, Etiopiji, Keniji, Armeniji, Azerbajdžanu, Gruziji, Burkini Faso, Čadu, Džibutiju, Senegalu, Tunisu, Jordanu, Libanonu, Omanu, Tadžikistanu, Turkmenistanu, Uzbekistanu, i Jemenu. Vrsta je možda izumrla u Kuvajtu, Kataru i Ujedinjenim Arapskim Emiratima. 
Staništa prugaste hijene su: šume, polupustinje i pustinje do 3300 metara nadmorske visine. 